# صدا و سیمای مازندران
صدا و سیمای مازندران یکی از مراکز صدا و سیمای جمهوری اسلامی ایران است که در شهر ساری فعالیت می‌کند.

## رادیو ساری
رادیو ساری در استان مازندران، ۳۲ سال پس از تولد رادیو در ایران یعنی در هفدهم مهر سال ۱۳۴۹ با یک فرستندهٔ یک کیلوواتی آغاز به کار کرد. ابتدا شهر ساری و حومه را تحت پوشش قرار می‌داد و عمده برنامه‌های آن در قالب پخش خبر بود. از سال ۱۳۵۴ با نصب فرستندهٔ پرقدرت ۱۰ کیلوواتی در خزرآباد ۸۵ درصد از شهرهای استان زیر پوشش برنامه‌های صدا قرار گرفت.
در مردادماه سال ۱۳۷۵ شبکهٔ پیام و در تیرماه سال ۱۳۷۶ شبکهٔ استانی صدای مرکز آغاز به کار کرد که به‌طور میانگین با ۱۴ ساعت تولید و پخش برنامه در روز با پوشش ۹۹ درصد در استان به فعالیت و امر برنامه‌سازی مشغول بوده‌است.